# Ambassadeur des États-Unis en Ukraine
Le poste d'ambassadeur des États-Unis en Ukraine existe depuis 1992.
Après la dislocation de l'URSS,  l'indépendance de l'Ukraine est proclamée le 24 août 1991 et confirmée par le référendum du 1er décembre 1991 où 90,5 % d'électeurs votent en faveur de l'indépendance. Cette indépendance est reconnue par les États-Unis le 26 décembre 1991 et l'ambassade est établie le 22 janvier 1992. Le premier ambassadeur, Roman Popadiuk, est nommé en mai 1992.

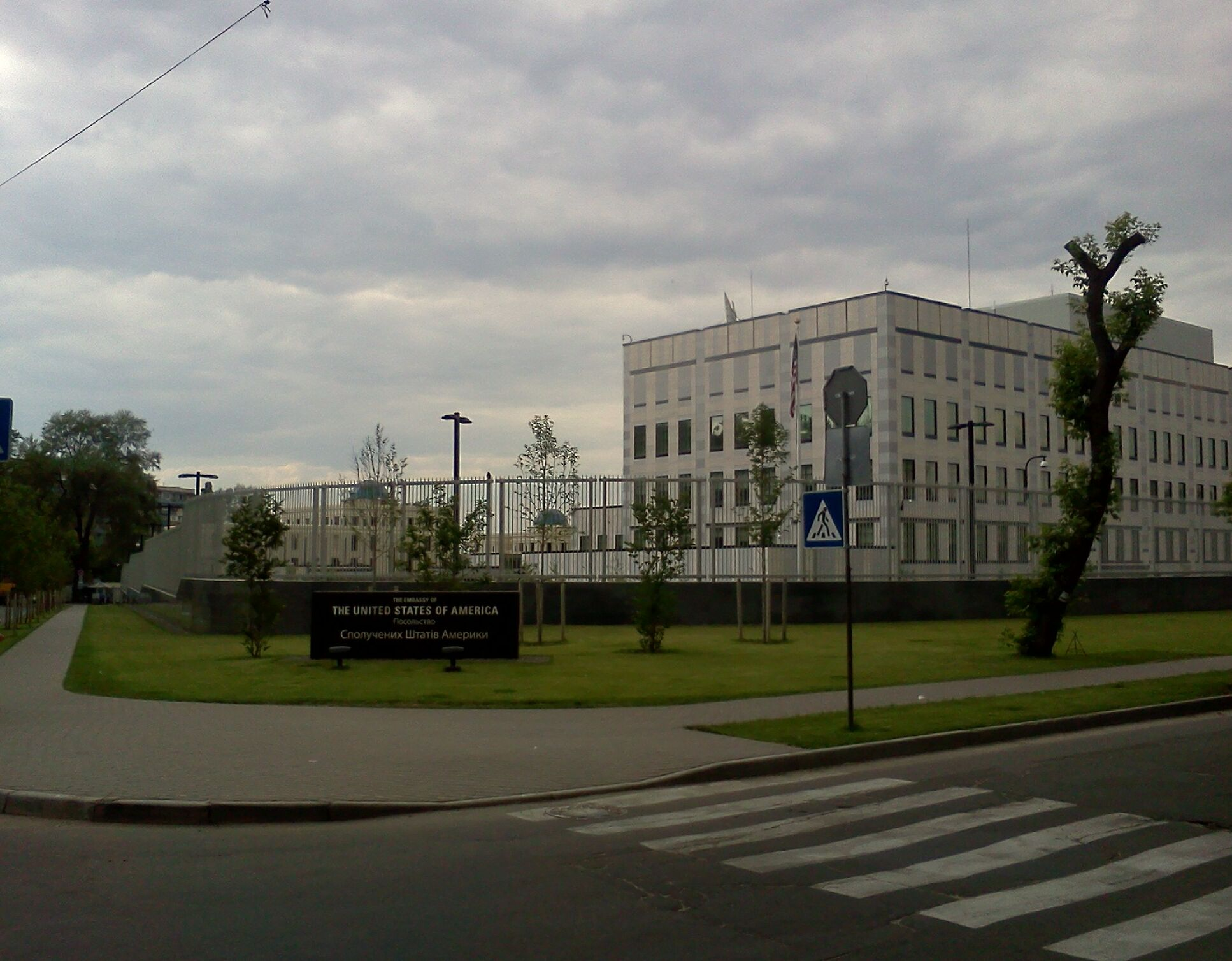
L'ambassade des États-Unis en Ukraine, située à Kiev.

Le 26 février 2013, Barack Obama annonce la nomination de Geoffrey R. Pyatt au poste d'ambassadeur des États-Unis en Ukraine.

## Liste des ambassadeurs
- Jon Gundersen (1992, chargé d'affaires)[4]
- Roman Popadiuk (1992–1993)
- William Green Miller (1993–1998)
- Steven Pifer (1997–2000)
- Carlos Pascual (2000–2003)
- John E. Herbst (2003–2006)
- William B. Taylor (2006–2009)
- John F. Tefft (2009-2013)
- Geoffrey R. Pyatt (2013-2016)
- Marie Yovanovitch (2016-2019)
- Joseph S. Pennington (2019)
- Kristina Kvien (2019)
- William B. Taylor Jr. (2019-2020)
- Kristina Kvien (2020-2022)
- Bridget A. Brink (2022-2025)
- Julie D. Fisher (depuis 2025, chargée d'affaires)